# Vallejera
Vallejera est une commune d'Espagne dans la communauté autonome de Castille-et-León, province de Burgos. Elle s'étend sur 18,325 km2 et comptait environ 44 habitants en 2011.